# 樋口直房
樋口直房（ひぐち なおふさ，？？—1574年（天正二年）），戰國時代武將。淺井氏、織田氏家臣。近江國北部的鎌刃城城主堀秀村的家老，通稱三郎左衛門。

## 生平
因為主君堀秀村繼承城主之位時年紀尚幼，因此樋口直房作為家老輔佐，掌握了鎌刃城的實權。當時堀秀村仍從屬於北近江大名淺井長政，據說，竹中重治在謀奪稻葉山城又棄城離開後，前往近江時，就是接受樋口直房的庇護。樋口直房雅好連歌、茶道，並有相當的造詣，同時對領下內政十分用心，留有多封有關領地施政的文書。
由於淺井長政在元龜元年（1570年）的金崎之戰後，與織田信長反目成仇後，淺井家為防備織田家的來襲，新建長比、苅安兩處城砦並交給堀秀村跟樋口直房鎮守。樋口直房受到頗有交情的織田家臣竹中重治勸誘決定改投織田家，甚至還說動主君堀秀村一同反出淺井氏。
元龜二年（1571年）5月，淺井長政派遣家臣淺井井規進攻鎌刃城，多得橫山城守將木下藤吉郎及時馳援，堀秀村跟樋口直房順利擊退淺井軍。（箕浦之戰）
天正元年（1573年），在淺井家於小谷城之戰滅亡後，堀秀村因功加封坂田郡6萬石。但好景不常，在天正二年（1574年）時，越前一向一揆南下攻打近江時，樋口直房奉命負責防備木目城，但因為近江、敦賀援兵來不及趕到，所以樋口直房便開城向一向一揆的將領下間賴照請降。
樋口直房將城池交給一向一揆後，便帶著妻子逃往甲賀郡，此舉被織田信長懷疑跟一向一揆內通，命令羽柴秀吉逮捕樋口夫婦並處死，其首級也被送往長島讓織田信長檢視。而堀秀村作為樋口直房的主君，也遭到織田信長連坐處罰，沒收領地放逐。